# Jesús Puras
Jesús Puras Vidal de la Peña (ur. 16 marca 1963 w Santanderzeze) – hiszpański kierowca rajdowy. W swojej karierze zaliczył 37 występów w Rajdowych Mistrzostwach Świata. W 2001 roku jako kierowca Citroëna Xsary WRC, pilotowany przez Marca Martíego wygrał rajd mistrzostw świata – Rajd Korsyki.
W 1991 roku Puras zadebiutował w Rajdowych Mistrzostwach Świata. Pilotowany przez Joségo Arrarte i jadący Mazdą 323 GTX nie ukończył wówczas Rajdu Monte Carlo z powodu wypadku. W 1994 roku jadąc Fordem Escortem RS Cosworth (pilotowany przez Carlosa del Barrio) wywalczył mistrzostwo świata samochodów fabrycznych – odniósł wówczas 2 zwycięstwa w klasie N4 (w Rajdzie Portugalii i Rajdzie Korsyki). W 1999 roku po raz pierwszy w karierze stanął na podium w rajdzie mistrzostw świata – podczas Rajdu Korsyki (pilot: Marc Martí, samochód: Citroën Xsara Kit Car). Zajął 2. miejsce za Philippe’em Bugalskim, również jadącym Xsarą Kit Car. Łącznie wystartował w 37 rajdach mistrzostw świata. Dwukrotnie stawał na podium, zdobył 32 punkty. W latach 2001–2002 był fabrycznym kierowcą Citroëna. Startował samochodem Xsara WRC.
Puras ośmiokrotnie w swojej karierze wywalczył tytuł mistrza Hiszpanii. W latach 1990 i 1992 zdobył tytuł jadąc Lancią Deltą Integrale 16V, w latach 1995 i 1997 – Citroënem ZX 16S, w latach 1998, 1999 i 2000 – Citroënem Xsarą Kit Car, a w 2002 roku – Citroënem Xsarą WRC. W 2003 roku zakończył karierę rajdowca.

## Występy w mistrzostwach świata
| Rok  | Rajd                                      | Pilot             | Samochód                    | Pozycja      |
| ---- | ----------------------------------------- | ----------------- | --------------------------- | ------------ |
| 1991 | Rajd Monte Carlo                          | José Arrarte      | Mazda 323 GTX               | nie ukończył |
| 1991 | Rajd Portugalii                           | José Arrarte      | Mazda 323 GTX               | 7. miejsce   |
| 1991 | Rajd Katalonii                            | José Arrarte      | Lancia Delta Integrale 16V  | nie ukończył |
| 1992 | Rajd Katalonii                            | Alex Romaní       | Lancia Delta HF Integrale   | 6. miejsce   |
| 1994 | Rajd Monte Carlo                          | Alex Romaní       | Ford Escort RS Cosworth     | 9. miejsce   |
| 1994 | Rajd Portugalii                           | Carlos del Barrio | Ford Escort RS Cosworth     | 8. miejsce   |
| 1994 | Rajd Korsyki                              | Carlos del Barrio | Ford Escort RS Cosworth     | 12. miejsce  |
| 1994 | Rajd Argentyny                            | Carlos del Barrio | Ford Escort RS Cosworth     | nie ukończył |
| 1994 | Rajd Nowej Zelandii                       | Carlos del Barrio | Ford Escort RS Cosworth     | nie ukończył |
| 1994 | Rajd San Remo                             | Carlos del Barrio | Ford Escort RS Cosworth     | 17. miejsce  |
| 1994 | Rajd Wielkiej Brytanii                    | Alex Romaní       | Ford Escort RS Cosworth     | 14. miejsce  |
| 1995 | Rajd Katalonii                            | Carlos del Barrio | Renault Clio Maxi           | 87. miejsce  |
| 1996 | Rajd Monte Carlo (samochody 2-litrowe)    | Carlos del Barrio | Seat Ibiza GTI 16V          | nie ukończył |
| 1996 | Rajd Portugalii (samochody 2-litrowe)     | Carlos del Barrio | Seat Ibiza GTI 16V          | 5. miejsce   |
| 1996 | Rajd Korsyki (samochody 2-litrowe)        | Carlos del Barrio | Seat Ibiza GTI 16V          | nie ukończył |
| 1996 | Rajd Argentyny                            | Carlos del Barrio | Seat Ibiza GTI 16V          | nie ukończył |
| 1996 | Rajd Nowej Zelandii (samochody 2-litrowe) | Carlos del Barrio | Seat Ibiza GTI 16V          | nie ukończył |
| 1996 | Rajd Australii                            | Carlos del Barrio | Seat Ibiza GTI 16V          | nie ukończył |
| 1996 | Rajd Katalonii                            | Carlos del Barrio | Seat Ibiza GTI 16V          | 5. miejsce   |
| 1996 | Rajd Wielkiej Brytanii                    | Carlos del Barrio | Seat Ibiza GTI 16V          | nie ukończył |
| 1997 | Rajd Katalonii                            | Carlos del Barrio | Citroën ZX 16S              | nie ukończył |
| 1998 | Rajd Katalonii                            | Carlos del Barrio | Citroën Xsara Kit Car       | nie ukończył |
| 1998 | Rajd San Remo                             | Carlos del Barrio | Citroën Xsara Kit Car       | nie ukończył |
| 1999 | Rajd Monte Carlo                          | Marc Martí        | Citroën Saxo Kit Car        | nie ukończył |
| 1999 | Rajd Katalonii                            | Marc Martí        | Citroën Xsara Kit Car       | nie ukończył |
| 1999 | Rajd Korsyki                              | Marc Martí        | Citroën Xsara Kit Car       | 2. miejsce   |
| 1999 | Rajd Finlandii                            | Marc Martí        | Subaru Impreza WRX          | nie ukończył |
| 1999 | Rajd Chin                                 | Marc Martí        | Toyota Corolla WRC          | nie ukończył |
| 1999 | Rajd San Remo                             | Marc Martí        | Citroën Xsara Kit Car       | nie ukończył |
| 1999 | Rajd Wielkiej Brytanii                    | Marc Martí        | Toyota Corolla WRC          | 16. miejsce  |
| 2000 | Rajd Portugalii                           | Marc Martí        | Mitsubishi Carisma GT Evo 6 | nie ukończył |
| 2000 | Rajd Katalonii                            | Marc Martí        | Citroën Xsara Kit Car       | nie ukończył |
| 2000 | Rajd Finlandii                            | Marc Martí        | Mitsubishi Lancer Evo 6     | nie ukończył |
| 2000 | Rajd Korsyki                              | Marc Martí        | Citroën Saxo Kit Car        | 28. miejsce  |
| 2000 | Rajd San Remo                             | Marc Martí        | Citroën Saxo Kit Car        | 35. miejsce  |
| 2001 | Rajd Monte Carlo                          | Marc Martí        | Citroën Saxo Kit Car        | nie ukończył |
| 2001 | Rajd Katalonii                            | Marc Martí        | Citroën Xsara WRC           | nie ukończył |
| 2001 | Rajd San Remo                             | Marc Martí        | Citroën Xsara WRC           | nie ukończył |
| 2001 | Rajd Korsyki                              | Marc Martí        | Citroën Xsara WRC           | 1. miejsce   |
| 2002 | Rajd Katalonii                            | Carlos del Barrio | Citroën Xsara WRC           | 12. miejsce  |
| 2002 | Rajd Niemiec                              | Marc Martí        | Citroën Xsara WRC           | nie ukończył |
| 2002 | Rajd San Remo                             | Carlos del Barrio | Citroën Xsara WRC           | 6. miejsce   |